# ダコス
ダコス(Dakosまたはntakos、ギリシア語: ντάκος)は、クレタ島のメゼであり、染み込ませて乾燥させ、スライスしたパンまたはラスクの上に刻んだトマトと砕いたフェタチーズまたはミチトラチーズを乗せ、乾燥オレガノ等のハーブで味付けしたものである。オリーブや胡椒を加えることもある。koukouvagiaまたはkoukouvayia (ギリシア語: κουκουβάγια、フクロウの意味)、またクレタ島西部ではkouloukopsomo (koulouki + psomi, 「子犬にあげたパン」の意味)とも呼ばれる。